# 白旗派
白旗派（しらはたは）は、浄土宗鎮西義の流派のひとつ、鎮西の正統、正流であり、現在の浄土宗の本流である。
筑後国善導寺にて法然上人の高弟弁長の教えを受けた良忠は、京都から関東に下り浄土宗を広めたが良忠の死後鎮西義は六派に分裂した。このうち、後継者として良忠から鎌倉悟真寺を譲られた良暁は、晩年相模国白旗郷に隠棲したことから良暁の門流を白旗派という。

## 解説
この門流から了誉聖冏が出た。聖冏は顕密の教学に精通し著作も多く、小石川伝通院を創建、ここに檀林を置いて学問を盛んにし、浄土宗中興の祖として重きを置かれる。聖冏の門弟に酉誉聖聡がおり、芝増上寺を開いて学問の道場とした。
また、下総国飯沼弘経寺開山の嘆誉良肇、上洛して知恩院二十一世となった大譽慶竺、松平親忠の要請で三河国岡崎大樹寺を開山した勢誉愚底、下総国の生実城外に大巌寺を開山した道誉貞把などを輩出した。
江戸時代になり徳川氏が政権を握ると、外護を受けた白旗派が浄土宗教団の形成にも中心的な役割を果たすこととなった。そして、諸流を合し正流となり今日に至っている。